# پارمولاریئوس (گلادیاتور)
پارمولاریوس یکی از دیگر انواع گلادیاتورهایی بود که سپری کوچک موسوم به پارما حمل می‌کردند. به دلیل داشتن سپری کوچک، پارمولاری‌ها زرهی برای پوشاندن هر دو ساق پایشان بر تن می‌کردند، اما برخلاف اسکوتاری‌ها که سپرهای بزرگی حمل می‌کردند و تنها بر ساق پای راستشان زره می‌پوشیدند، این زره از زره ساق‌پوش آنها بزرگتر بود. از اسکوتاری و پارمولاری توسط مارکوس آئورلیوس در تاملات به عنوان دو جناح در نبرد گلادیاتورها که هم مردم عادی و هم سایر گلادیاتورها از آنها پشتیبانی می‌کردند یاد شده‌است.

## همچنان ببنید
- فهرستی از انواع شوالیه‌های رومی
- ثارکس